# Peter Michael Muhich
Peter Michael Muhich (Eveleth, 13 maggio 1961 – Rapid City, 17 febbraio 2024) è stato un vescovo cattolico statunitense.

## Biografia
Peter Michael Muhich nacque a Eveleth, in Minnesota, il 13 luglio 1961, secondogenito dei sette figli di Louis e Sally Muhich.

### Formazione e ministero sacerdotale
Frequentò la Eveleth High School a Eveleth e poi ottenne il Bachelor of Arts in storia presso l'Università Saint Thomas-Saint Paul nel Minnesota. Compì gli studi ecclesiastici all'Università Cattolica di Lovanio come alunno del Collegio americano dell'Immacolata Concezione concludendoli con la licenza in teologia.
Il 29 settembre 1989 fu ordinato presbitero dal vescovo Robert Henry Brom per la diocesi di Duluth. In seguito fu vicario parrocchiale della parrocchia di San Francesco a Brainerd dal 1989 al 1991, vicario parrocchiale delle parrocchie di San Giuseppe a Grand Rapids, di Nostra Signora delle Nevi a Bigfork e di Santa Teresa a Effie dal 1991 al 1993, parroco delle parrocchie del Santo Rosario ad Aurora e della Regina della Pace a Hoyt Lakes dal 1993 al 1996, parroco delle parrocchie di Santa Rosa a Proctor e di San Filippo a Saginaw dal 1996 al 1998, parroco delle parrocchie del Santissimo Sacramento, di San Leo e dell'Immacolata Concezione a Hibbing dal 1996 al 2009, amministratore e poi rettore della cattedrale di Nostra Signora del Rosario a Duluth dal 2009, parroco delle parrocchie di Santa Maria Stella del Mare e di Nostra Signora della Misericordia a Duluth dal 2010, amministratore ad interim delle parrocchie di San Francesco a Carlton e dei Santi Maria e Giuseppe a Sawyer dal 2019 e vicario foraneo del decanato di Duluth dal 2017. Fu anche formatore nel programma per i diaconi nel 1993, membro del collegio dei consultori dal 1993 al 1996, del consiglio presbiterale dal 1993 al 1996 e dal 2014, del consiglio per il personale clericale dal 2002 al 2007, del consiglio per il personale presbiterale dal 2007, del consiglio diocesano per gli affari economici e direttore spirituale della St. Raphael Guild of the Catholic Medical Association dal 2013.

### Ministero episcopale
Il 12 maggio 2020 papa Francesco lo nominò vescovo di Rapid City. Ricevette l'ordinazione episcopale il 9 luglio successivo nella cattedrale di Nostra Signora del Perpetuo Soccorso a Rapid City per imposizione delle mani dell'arcivescovo metropolita di Saint Paul e Minneapolis Bernard Anthony Hebda, co-consacranti il vescovo di Saginaw Robert Dwayne Gruss e quello di Sioux Falls Donald Edward DeGrood. Durante la stessa celebrazione prese possesso della diocesi.
Gravemente ammalato di cancro, morì il 17 febbraio 2024 all'età di 62 anni. In seguito ai funerali celebrati nella cattedrale di Nostra Signora del Perpetuo Soccorso, venne sepolto nel cimitero dei sacerdoti Terra Sancta.

## Genealogia episcopale
La genealogia episcopale è:
- Cardinale Scipione Rebiba
- Cardinale Giulio Antonio Santori
- Cardinale Girolamo Bernerio, O.P.
- Arcivescovo Galeazzo Sanvitale
- Cardinale Ludovico Ludovisi
- Cardinale Luigi Caetani
- Cardinale Ulderico Carpegna
- Cardinale Paluzzo Paluzzi Altieri degli Albertoni
- Papa Benedetto XIII
- Papa Benedetto XIV
- Papa Clemente XIII
- Cardinale Marcantonio Colonna
- Cardinale Giacinto Sigismondo Gerdil, B.
- Cardinale Giulio Maria della Somaglia
- Cardinale Carlo Odescalchi, S.I.
- Cardinale Costantino Patrizi Naro
- Cardinale Lucido Maria Parocchi
- Papa Pio X
- Cardinale Gaetano De Lai
- Cardinale Raffaele Carlo Rossi, O.C.D.
- Cardinale Amleto Giovanni Cicognani
- Cardinale Pio Laghi
- Cardinale Adam Joseph Maida
- Arcivescovo Allen Henry Vigneron
- Arcivescovo Bernard Anthony Hebda
- Vescovo Peter Michael Muhich